# 佐藤光留
佐藤 光留（さとう ひかる、1980年7月8日 - ）は、日本の男性プロレスラー、総合格闘家。本名：佐藤 弘明（さとう ひろあき）。岡山県岡山市出身。パンクラスMISSION所属。岡山学芸館高等学校卒業。血液型O型。
弟はindigo la Endのドラマー、佐藤栄太郎。

## 来歴
中学では陸上部に所属し砲丸投を行う一方で、3年時に相撲で県3位に入賞。高校ではレスリングで3年時に、フリースタイル/グレコローマン70kg級で全国大会3位に入賞した。
美濃輪育久の試合を見て触発され、数々のアマチュア大会を経て1999年5月に名古屋で行われた入門テストに合格しパンクラスに入門した。
2000年2月27日、パンクラスデビュー戦で渡辺大介と対戦し判定負け。
2001年5月5日、パンクラスで長南亮と対戦し判定勝ち。
2003年9月23日、DEMOLITIONで行われた「DEMOLITION MIDDLE WEIGHT 4MEN TOURNAMENT」1回戦で外山慎平にTKO勝ち。
2004年1月18日、DEMOLITIONで行われた「DEMOLITION MIDDLE WEIGHT 4MEN TOURNAMENT」決勝で中村大介に判定勝ち、優勝を果たした。この試合は両者の怪我の影響で2度延期されていた。試合後、リング上でパンクラス無差別級王者ジョシュ・バーネットに宣戦布告した。
2005年1月30日、第2回プロ・アマオープン キャッチレスリングトーナメント100kg未満級に出場。決勝で内藤征弥に判定勝ちし、優勝を果たした。
2007年11月25日、『格闘王国LIVE2007』でプロレスリングElDoradoの豪と総合格闘技ルールで対戦し、引き分けに終わる。12月22日、パンクラスでジョシュ・バーネットとキャッチレスリングルールで対戦し、チョークスリーパーで一本負け。
2008年3月10日、パンクラスismから、鈴木みのるが所属するパンクラスmissionに移籍。プロレスのリングへの参戦を表明し、5月24日のDDTプロレスリングのハードヒットでデビューした。若手時代にネオブラッドトーナメントでバックドロップやスパイン・バスターを繰り出したこともあり、元々プロレス志向が強かった。
2009年11月29日、DDT後楽園大会においてUWA世界6人タッグベルトを獲得、自身初となるプロレスタイトルとなった。
2010年2月28日、初の自主興行でもある『佐藤光留デビュー10周年記念興行「BEST SNIPE 〜変態狙撃祭り」』を新宿FACEにて開催。7月3日、ZST BATTLE HAZARD 04で渋谷修身の引退ラストマッチで対戦し、ストレートアームバーで一本勝ち。7月25日、全日本プロレスに初出場し『2010 ジュニア・ヘビー級リーグ戦』の開幕戦にて大和ヒロシを相手に投げっぱなしジャーマンにより勝利。メイド服を投げ捨てデッド・オア・アライブの試合を体現した。9月29日、紅白プロレス合戦にて第2代世界佐藤級王者となった。9月30日、中澤マイケルとのコンビによる『変態團』が、自主興行である『変態團興行 〜R指定だよ、全員集合〜』で一夜限りの復活。バラモン兄弟を相手に変態的な試合を尽くすもバラモン・シュウのゾンビキングにより敗戦。だが興行は大「変態」コールで包まれる大盛況となった。10月7日、DDTプロレスリングがプロレス業界初の試みであるDDT48総選挙を行い、498票を集め2位となった。なお、1位の男色ディーノとは14票差であった。9月30日に行われた「変態團」興行での実績とUstream放送「佐藤光留の愛LOVE寂聴クリニック」での大喜利などによる選挙活動が報われた。目的の1位特典のKO-D無差別級挑戦権は手に入れそこなったが2位入選と意気込みを評価され10月24日に飯伏幸太とのシングルの機会を与えられこれに勝利、その後のアピールが認められたため11月14日にKO-D無差別級挑戦が決まった。11月14日、DDT大阪大会にて開催されたKO-D無差別級選手権試合において、王者HARASHIMAに勝利し、ベルトを獲得するが、11月28日の後楽園ホール大会にてディック東郷に敗れ、ベルトを失った。
2011年8月28日、DDT後楽園大会にて師匠である鈴木とシングルで対決を行った。「僕はパンクラスで生まれましたが、育ったのはここDDTのリングです！僕のホームリングで一騎討ちしてください！」と対戦要求しての試合はゴッチ式パイルドライバーで鈴木が勝利した。鈴木からは「パンクラスにいたときよりよっぽど良くなったじゃねぇか。DDT好きなんだろ？大事にしろよ」と温かい言葉をかけられた後、ガットショットを喰らい投げ捨てられた。
2011年9月29日、DDTプロレスリングがおこなった第2回DDT48総選挙にて、2位の飯伏と169票差をつけての堂々の一位となる。賞金の100万円は「コイツだけには負けたくないって人が選挙中にケガをしました。次に闘うとき、ケガのせいで負けたとか言われたくありません！二度と同じところをケガしてほしくないので、この100万円は返還してその人の治療費に充ててください！」とDDTに返還。その後DDT社長である高木三四郎に「総選挙一位になったご褒美として城をください」と直訴し、DDTのブランドであった「ハードヒット」の権利を譲り受ける。
2012年1月28日、『PANCRASE 2012 PROGRESS TOUR』にて約3年ぶりにパンクラスのリングに復帰。第11代K.O.P.決定1DAYトーナメントに出場するも一慶相手に判定負けで一回戦で敗退した。3月22日、佐藤自身のプロデュース興行であり城となる『ハードヒット 〜月になる男達〜』を開催。「現在進行形のU」として田村潔司も来場する中行われた本興行にて、後輩であり当時パンクラス社長だった川村亮と対戦。満員の観客の中、試合は川村のグラウンドからの掌底連打でレフェリーストップとなった。
2014年1月、DDTプロレスリングとのレギュラー契約を満了。その後もDDTには鈴木の参戦時出店するパイルドライバーの売店に現れることもある。同年2月、全日本プロレスのユニット「エボリューション」に加入。一時離脱はあったものの、諏訪魔に次ぐ古参である。
2016年10月2日、「ハードヒット〜Best of super grapplers」にて鈴木秀樹と対戦。
2020年12月27日、佐藤光留デビュー20周年記念試合としてグラップリングルールで鈴木みのると対戦し、逆エビ固めで敗北。
2023年3月1日開催の『ジュニア夢の祭典 〜ALL STAR Jr. FESTIVAL 2023〜』では第4試合6人タッグマッチに出場。童貞を殺すセーター姿で入場し（3人とも私物）、田口隆祐、今成夢人と共に変態トリオを結成した。8月26日、富士通スタジアム川崎で自主興行「変態は夢を見た」を開催。メインイベントでTwitter上で交流のあった新日本プロレスのエル・デスペラードとの時間無制限一本勝負でのシングルマッチを行った。12月27日、TAKAみちのくが提唱したインディペンデント・ワールド・ジュニアヘビー級王座決定1DAYトーナメント「史上最大のインディJr.祭」に参戦。総勢56人参加、一日5試合を勝ち抜き、光留が第38代王者となった。
2024年5月5日開催のプロレスリング・ノアの興行『WRESTLE MAGIC 2024』の第6試合に出場し、谷口周平とタッグを組み、GHCマーシャルアーツルールのタッグマッチとして桜庭和志&佐々木憂流迦組と対戦。自身初となるノアへの参戦となった。
2025年2024年5月26日開催のプロレスリング・ノアの興行『WRESTLE MAGIC PRIMETIME』にて、かねてからSNSで弄り合いながらも対戦を熱望していた丸藤正道とのシングルマッチが実現。丸藤のチョップを自ら何発も受け耐えるも、一瞬の隙をつかれフォールを奪われ敗戦。

## 戦績

### 総合格闘技
| 総合格闘技 戦績 | 総合格闘技 戦績 | 総合格闘技 戦績 | 総合格闘技 戦績 | 総合格闘技 戦績 | 総合格闘技 戦績 | 総合格闘技 戦績 |
| --------------- | --------------- | --------------- | --------------- | --------------- | --------------- | --------------- |
| 51 試合         | (T)KO           | 一本            | 判定            | その他          | 引き分け        | 無効試合        |
| 24 勝           | 3               | 12              | 9               | 0               | 4               | 0               |
| 23 敗           | 9               | 3               | 11              | 0               | 4               | 0               |

| 勝敗 | 対戦相手                         | 試合結果                     | 大会名                                                                 | 開催年月日     |
| ×    | 桜井隆多                         | 2R 0:23 TKO（パウンド）      | PANCRASE289                                                            | 2017年8月20日  |
| ○    | ジョナサン・アイビー             | 1R 1:18 TKO（右ストレート）  | PANCRASE 284                                                           | 2017年2月5日   |
| ×    | セルゲイ・マルティノフ           | 1R 2:03 TKO（パウンド）      | PANCRASE 275                                                           | 2016年1月31日  |
| ○    | シャノン・"ザ・キャノン"・リッチ | 1R 1:36 アームバー           | PANCRASE 269                                                           | 2015年8月9日   |
| ○    | 藤沼弘秀                         | 1R 1:12 アームバー           | DEEP DREAM IMPACT 2014 〜大晦日SPECIAL〜                               | 2014年12月31日 |
| ×    | 一慶                             | 5分2R終了 判定0-3            | PANCRASE 2012 PROGRESS TOUR 【ミドル級王座決定1DAYトーナメント 1回戦】 | 2012年1月28日  |
| ○    | 渋谷修身                         | 1R 2:22 ストレートアームバー | ZST BATTLE HAZARD 04                                                   | 2010年7月3日   |
| ○    | 大堀竜二                         | 1R 3:46 ヒールホールド       | PANCRASE 2009 CHANGING TOUR                                            | 2009年2月1日   |
| ×    | ホ・ミンソク                     | 1R 1:08 TKO（タオル投入）    | 日韓親善国際格闘技大会 GLADIATOR                                       | 2008年8月16日  |
| ○    | JERRY                            | 1R 2:37 ヒールホールド       | PANCRASE×REAL vol.1 MMA vs ROCK                                        | 2008年6月29日  |
| ×    | ガジエフ・アワウディン           | 1R 1:20 KO（パウンド）       | PANCRASE 2008 SHINING TOUR                                             | 2008年3月26日  |
| △    | 豪                               | 5分2R終了 時間切れ           | 格闘王国 LIVE 2007                                                     | 2007年11月25日 |
| ○    | 阿部健太郎                       | 2R 2:27 チョークスリーパー   | PANCRASE 2007 RISING TOUR                                              | 2007年10月14日 |
| ×    | 福田力                           | 1R 1:09 KO（パウンド）       | PANCRASE 2007 RISING TOUR                                              | 2007年7月27日  |
| ×    | ブライアン・ラフィーク           | 2R 2:16 KO（パウンド）       | PANCRASE 2007 RISING TOUR                                              | 2007年4月27日  |
| ○    | 藤井陸平                         | 5分2R終了 判定2-0            | PANCRASE 2007 RISING TOUR                                              | 2007年2月28日  |
| ○    | マタファノフ・スヴャトスラフ     | 5分2R終了 判定3-0            | PANCRASE 2006 BLOW TOUR                                                | 2006年12月10日 |
| ○    | 岩見谷智義                       | 5分2R終了 判定3-0            | PANCRASE 2006 BLOW TOUR                                                | 2006年10月25日 |
| ×    | 竹内出                           | 5分3R終了 判定0-3            | PANCRASE 2006 BLOW TOUR                                                | 2006年8月27日  |
| ○    | 花澤大介13                       | 2R 2:01 アンクルホールド     | PANCRASE 2006 BLOW TOUR                                                | 2006年3月19日  |
| ×    | 桜木裕司                         | 1R 0:55 KO（踏みつけ）       | PANCRASE 2006 BLOW TOUR 【ヘビー級王者決定トーナメント 1回戦】         | 2006年1月26日  |
| △    | 佐々木恭介                       | 10分1R終了 判定0-0           | PANCRASE 2005 SPIRAL TOUR                                              | 2005年12月4日  |
| ×    | ポアイ菅沼                       | 5分2R終了 判定0-3            | PANCRASE 2005 SPIRAL TOUR                                              | 2005年10月2日  |
| ○    | 松本天心                         | 1R 2:43 チョークスリーパー   | PANCRASE Z                                                             | 2005年9月3日   |
| ○    | 小椋誠志                         | 1R 4:16 チョークスリーパー   | PANCRASE 2005 SPIRAL TOUR                                              | 2005年7月10日  |
| ○    | 小谷野澄雄                       | 1R 2:57 TKO（タオル投入）    | PANCRASE 2005 SPIRAL TOUR                                              | 2005年2月4日   |
| ×    | 久松勇二                         | 5分2R終了 判定0-3            | PANCRASE 2004 BRAVE TOUR                                               | 2004年11月26日 |
| △    | 佐々木恭介                       | 5分2R終了 判定0-0            | PANCRASE 2004 BRAVE TOUR                                               | 2004年10月12日 |
| ×    | 井上克也                         | 1R 3:53 TKO（パウンド）      | PANCRASE 2004 BRAVE TOUR                                               | 2004年6月22日  |
| ○    | 中西裕一                         | 5分3R終了 判定2-0            | PANCRASE 2004 BRAVE TOUR                                               | 2004年3月29日  |
| ○    | 中村大介                         | 5分2R終了 判定3-0            | DEMOLITION 【MIDDLE WEIGHT 4MEN TOURNAMENT 決勝】                      | 2004年1月18日  |
| ○    | 外山慎平                         | 1R 2:29 TKO（パンチ連打）    | DEMOLITION 【MIDDLE WEIGHT 4MEN TOURNAMENT 1回戦】                     | 2003年9月23日  |
| ×    | 長谷川秀彦                       | 5分2R終了 判定1-2            | PANCRASE 2003 HYBRID TOUR                                              | 2003年6月22日  |
| ○    | エレクトロ・ショック             | 2R 0:57 ヒールホールド       | DEEP 9th IMPACT in KORAKUEN HALL                                       | 2003年5月5日   |
| ○    | 柴田寛                           | 1R 2:36 アンクルホールド     | DEMOLITION                                                             | 2003年3月23日  |
| ×    | 岡見勇信                         | 5分2R終了 判定0-3            | PANCRASE 2003 HYBRID TOUR                                              | 2003年1月26日  |
| △    | 山崎進                           | 5分2R終了 判定0-0            | PANCRASE 2002 SPIRIT TOUR                                              | 2002年10月29日 |
| ×    | 小島正也                         | 5分3R終了 判定0-3            | Kushima's Fight 2                                                      | 2002年7月28日  |
| ○    | 冨宅飛駈                         | 5分2R終了 判定2-0            | PANCRASE 2002 SPIRIT TOUR                                              | 2002年5月11日  |
| ○    | 大久保一樹                       | 5分2R終了 判定2-0            | PANCRASE 2002 SPIRIT TOUR                                              | 2002年2月17日  |
| ×    | 岩崎英明                         | 2R 4:20 KO（パンチ）         | PANCRASE 2001 PROOF TOUR                                               | 2001年10月30日 |
| ×    | KEI山宮                          | 5分2R終了 判定18-20          | 真撃 第II章                                                            | 2001年8月30日  |
| ×    | 三崎和雄                         | 1R 4:08 チョークスリーパー   | PANCRASE 2001 PROOF TOUR 【ネオブラッド・トーナメント 1回戦】          | 2001年7月29日  |
| ○    | 長南亮                           | 5分3R終了 判定3-0            | PANCRASE 2001 PROOF TOUR 【ネオブラッド・トーナメント 予選】           | 2001年5月5日   |
| ×    | ネイサン・マーコート             | 1R 1:53 チョークスリーパー   | PANCRASE 2001 PROOF TOUR                                               | 2001年3月31日  |
| ○    | 佐東伸哉                         | 10分1R終了 判定3-0           | PANCRASE 2000 TRANS TOUR                                               | 2000年12月9日  |
| ×    | 柴田寛                           | 10分1R終了 判定0-3           | PANCRASE 2000 TRANS TOUR                                               | 2000年10月31日 |
| ×    | 石川英司                         | 1R 2:43 チョークスリーパー   | PANCRASE 2000 TRANS TOUR                                               | 2000年8月27日  |
| ×    | 星野勇二                         | 10分+延長3分終了 判定0-3     | PANCRASE 2000 TRANS TOUR 【ネオブラッド・トーナメント 1回戦】          | 2000年7月23日  |
| ○    | マイケル・サ・ジン・クォーク     | 1R 2:23 アームロック         | PANCRASE 2000 TRANS TOUR                                               | 2000年4月30日  |
| ×    | 渡辺大介                         | 10分1R終了 判定0-3           | PANCRASE 2000 TRANS TOUR                                               | 2000年2月27日  |

### グラップリング
| 勝敗 | 対戦相手             | 試合結果                          | 大会名                    | 開催年月日     |
| ×    | ジョシュ・バーネット | 1R 4:27 TKO（チョークスリーパー） | PANCRASE 2007 RISING TOUR | 2007年12月22日 |
| △    | 花井岳文             | 5分1R終了 判定0-0                 | PANCRASE 2006 BLOW TOUR   | 2006年5月2日   |

## タイトル歴

### 総合格闘技
- DEMOLITION MIDDLE WEIGHT 4MEN TOURNAMENT優勝
- プロ・アマオープンキャッチレスリングトーナメント100kg未満級優勝

### プロレス
全日本プロレス
- 世界ジュニアヘビー級王座（第40代、第43代、第61代）
- アジアタッグ王座（第90代 w / 大和ヒロシ、第99代・第101代 w / 青木篤志、第114代・第123代 w / 田村男児）
- 全日本プロレスTV認定6人タッグ王座（第10代 w / 青柳優馬、阿部史典）
- Jr. TAG BATTLE OF GLORY優勝（2014年・2015年・2016年 w / 青木篤志、2019年 w / 岡田佑介、2020年 w / 田村男児）

DDTプロレスリング
- KO-D無差別級王座（第33代）
- KO-Dタッグ王座（第47代 w/ 坂口征夫）
- アイアンマンヘビーメタル級王座（第831代、第1015代）
- UWA世界6人タッグ王座（第36代 w / 男色ディーノ&マサ高梨、第41代 w / 石井慧介&ヨシヒコ、第43代 w / 中澤マイケル&松永智充）
- 自由が丘広小路会認定6人タッグ王座（第7代 w / 中澤マイケル&松永智充）
- 日本海6人タッグ王座（第4代 w / 中澤マイケル&松永智充）

ガンバレ☆プロレス
- スピリット・オブ・ガンバレ世界タッグ王座（初代 w / 前口太尊）

紅白プロレス合戦
- 世界佐藤級王座（第2代）

ユニオンプロレス
- ユニオンMAX王座（第3代）

東京愚連隊
- 東京インターコンチネンタルタッグ王座（第2代 w / 望月成晃、第5代 w / 川村亮）

プロレスリング我闘雲舞
- ゴーゴーグリーンカレーコップンカップ優勝（2019年 w / 里歩）

琉球ドラゴンプロレスリング
- 御万人王座「双琉王」（第2代 w / ロッキー川村2）

天龍プロジェクト
- UNタッグ王座（第3代 w / 鈴木秀樹）
- インターナショナルジュニアヘビー級王座（第24代）
- インターナショナルジュニアヘビー級タッグ王座（第20代 w / 矢野啓太）

インディJr.祭
- インディペンデントワールド世界ジュニアヘビー級王座（第38代）

日本インディー大賞
- 特別賞（2010年）

## 得意技

### フィニッシュ・ホールド
アンクルホールド
ヒートした際に鈴木と同じく舌を出している場合がある。
張り手
こちらも師匠・鈴木と同型の技。試合序盤のロープブレイクの際に放ち、相手を挑発する場合が多い。大ぶりなフォームで音も激しいため、観客の盛り上がりにも繋がる。
腕挫十字固・足取り腕十字
足取り腕十字はここぞというフィニッシュ技として使用。KO-D無差別級王座を奪取した際にもこちらを使用し、レフェリーストップとなった。
佐藤の場合、総合経験者として的確に相手の急所を打ち据える事が多い。佐藤は稀にハイキックで相手から3カウントをとる時もある。
蟹挟み
飛びつき式を使用していて、ここから各種関節技へと繋いでいく。

### 打撃技
ニールキック
ロープへ飛んだ相手へのカウンターとして使う場合が多い。フォームが非常に綺麗。
バズソーキック
仰向けになった相手の上半身を起こして、相手の左側頭部を振り抜いた右足の甲で蹴り飛ばす。
頭突き
各種キック

### 投げ技
デスバレーボム
ジャーマンスープレックス
バックドロップ

## 入場テーマ曲
- PIANO Renovation.（MUSH UP ANTHEM） feat. 吉田兄弟 / DAISHI DANCE - 現在使用中
- 恋しさと せつなさと 心強さと/篠原涼子
- サバンナ・チャンス-Savachan Mega Mix
- エレクトロワールド/Perfume（勝負試合限定）
- MOONLIGHT/踊る大捜査線（新生ハードヒットではこちらを使用。新生ハードヒットのテーマ曲でもある）
- 蒼い夕陽/ THE BOOM（大和ヒロシとのタッグチーム「情熱変態バカ」のテーマ曲）

## 人物
- アイドル好きで特に広末涼子はデビュー当時から熱狂的なファンで、中学生当時週刊ヤングジャンプでデビューした広末を岡山から高知まで自転車で会いに行った[19]。その結果、実家の前で広末の父親にシャッターを切ってもらい広末とツーショットの写真を撮ることに成功。またその写真をTシャツにして着ていた。
- ジョシュ・バーネットや桜木裕司と試合をするなど、無差別級での闘いに己の美学を見出している。
- 2002年3月30日に行われたDEEP2001 4th IMPACT in NAGOYA 鈴木対エル・ソラール戦においてソラールの執拗な金的で鈴木の反則勝ちとなり両者セコンド陣がリングに上がり乱闘騒ぎとなった。佐藤も乱闘に飛び込んで行ったものの揉み合いでメガネが飛ばされ、控え室に戻ってしばらくすると相手側のセコンドの青年が訪ねてきた。訪ねてきたメキシコ人の青年は佐藤の飛ばされていたメガネを拾って持ってきてくれた。その後2008年に東京愚連隊がBARをオープンさせた際に店内で二人は久しぶりの再会を果たした。その青年は現在プロレスリング・ノアにスポット参戦中のリッキー・マルビンであった。
- 2006年8月14日に探偵ファイルの企画で、山木陽介と秋葉原の公園での公開練習を行う。メイド服姿で登場し、その姿のまま山木と対戦、三角絞めを狙った山木に対しバスターで地面に叩きつけそうになるといった非常に危険ながらもジョークの効いたファイトを敢行した[20][21][22]。
- プロレス雑誌週刊ゴングの携帯サイトモバイルゴングにおいて、女子プロレスラーたちと対談する「光留の女子プロ☆パラダイス」というコラムを連載（毎週水曜日更新）。今までに華名・栗原あゆみ・風香といった、ビジュアル系女子プロレスラーと、メイド服姿で対談した。しかし、春日萌花とは、メイドカフェ内で「メイド服対談」として実現させ、意気投合。2006年10月25日のパンクラス後楽園ホール大会で春日萌花がメイドセコンドとしてつく。
- メイド姿で入場をすることもあり、対戦相手・福田力のセコンドについた山本"KID"徳郁が福田に「殺せ!」と命じるなど激怒されることもあったが、「ジョークガイは好きだね」（ブライアン・ラフィーク）など、賛否はそれぞれである。
- 2004年7月23日の午後8時頃、横浜市内のパチンコ店で同店店長と激しく口論し、もめていた不審人物が店内から逃走しようとしたところを目撃した佐藤は不審人物を追い店内に連れ戻したが、警察官の職務質問を振り切って再び逃走したため、警察官と協力し追跡して取り押さえた。のちに伊勢佐木警察署より感謝状を贈呈された。また、逮捕後に不審人物は不法滞在の外国人であることが判明した。「あとで警察の人から『必死で逃げようとする不法滞在の外国人は、何をするかわからないから非常に危険である』と言われたが、自分は格闘技の競技者としてルールを守って闘っているので、社会でもルールを守らないような奴は許せないという気持から夢中だった」「日頃体を鍛えているので、イザという時に社会のために正しく使うのは当然であって、『P's LAB横浜』のインストラクターとして、会員の皆さんに格闘技を教えている立場の人間が、犯罪者とはいえ普通の人を相手にケガをさせてはいけないので、そこに配慮しました。」とインタビューに答えている。
- パンクラスのオフィシャルジム『P's LAB横浜』において一般生徒や子ども（ちびっこレスリング）への指導や大会への引率なども行っている。
- 師匠である鈴木と組んでKAIENTAI DOJOに参戦し、鈴木はプロレス転向を決めた佐藤に対し自分は何か手助けをしたりはしないとインタビューで公言しているが、自身がレギュラー参戦する全日本プロレスの道場へ出稽古に行けるよう手配したり、自身の20周年興行でも試合をさせるなどしている。
- パンクラスの大会においてはリングアナウンサーも務めている。
- 好きなコスプレは、白のショートタイツ。
- スピードパートナーズによる全日本プロレス買収発表後、初のビッグマッチとなった2013年3月17日の両国国技館にてリング上で挨拶を済ませた新オーナー白石伸生を襲撃した。この事件以降、東京スポーツのインタビューで「プロレスをナメた人間がいるなら、所属じゃないけど行くしかなかった」「社会人としては間違った行動で申し訳ない。でもプロレスラーとしては悪いとは思わない」とコメントした[23]。「事件」の様子は「週刊プロレス 4月3日号」の表紙にも使用された。

## 師匠の鈴木みのるとのエピソード
2004年10月12日、パンクラス後楽園ホール大会での出来事であった。この日の第4試合、U-FILEの佐々木恭介と対戦し、ドローで終了した。マイクを持った佐藤は以下のように鈴木を挑発した。
「今日はご来場ありがとうございました。僕は今日、同じこの脛当て付けて、U-STYLEからやってきてくれた佐々木選手と戦うためにここにいました。さっき本人には言いましたけど、今日は引き分けだったけど、これ、必ず続きがあるってことだから。」と言い、U-STYLE参戦を表明したが、「そして僕はもう一つ、ある人に挑戦状を叩き付けに来ました。鈴木みのる!!いいか、どこにいるかわかんないけど、よく聞いとけよ。俺はパンクラスに入って、誰よりもあなたの近くにいました。一年ちょっと前、『ライガー選手と戦って感じるものがあるから、俺は移籍して新日本プロレスに本当の戦いをしに行ってくる』って言いました。だから、僕はずっと鈴木さんについてやってきましたが、最近の鈴木さんを見ていると、あれが本当の戦いですか?鈴木さんは相変わらず強いですが今まで研いできた刀はパンクラスのリングで使うためにあるんじゃないですか?研いでない、切れない刀はただの鉄だ!何でパンクラスの若手とは戦ってくれないんですか?NKホール、第1試合、これ付けて（レガース）僕と戦ってください。以上です、ありがとうございました。」
そして佐藤はリングを降り、アリーナを出てバックステージの通路に入ろうかというその時、不敵な笑みを浮かべた鈴木が現れ佐藤に襲い掛かった。すぐにその場に居合せた近藤らが鈴木を抑え、なだめられ奥に消える鈴木だった。憮然とした表情で立ちすくんだ佐藤は、その後、反対側の控え室に向かうため、いったんアリーナに戻り「ぜってーやってやるからな!」と絶叫し観客を熱狂させた。
その後のインタビューで佐藤は、「僕は鈴木さんのやっているプロレスも戦いだと思います。僕のやっていることも戦いだと思います。プロレスや格闘技をジャンル分けする必要はありません。気持ちです。ライガー選手とやった時はずっとパンクラスで、どんな時も、どんなに背中丸めても下向いても、必ず次の日は正面向いて胸張って歩いていた鈴木さんが、最近、ライガー選手とやった時と同じ刺激に餓えてるんじゃないかと思います。たとえ、鈴木さんがそう思わなくても、長年鈴木さんの横にぴったり付いていて、誰よりも怒られて、誰よりも言葉もかけてもらっていると思う。道場長でもなければ、一番強いチャンピオンなわけでもないけど、それでも声をかけてもらってる、俺にはわかる。誰がどう言っても、俺が見た鈴木さんは、今の鈴木さんは餓えてる。もう今、伝説ですよ、鈴木さん。このままじゃほんとに生きるパンクラスの伝説。鈴木さんは伝説なんかじゃない。ずっと生きてる。それを確かめたい、感じたい、戦いたい。」と語った。
この事件により、鈴木は3か月間の10%減俸処分を受けたが、佐藤と鈴木の師弟関係はこの事件後にさらに良好なものへとなっていき、2005年5月1日、パンクラスのリングで鈴木とエキシビションマッチで対戦した。
2013年11月1日に新宿FACEで行われたTAKAみちのく&タイチ自主興行において反鈴木軍同盟Xとしてリングに上がった。反鈴木軍同盟と名乗った理由は鈴木みのるオフィシャルネットショップ・パイルドライバーの仕事が忙しいからである。

## 執筆活動
現在は主にネット上でコラムの連載を複数抱えていて、このほかにもファンクラブ用の原稿や単発の仕事なども含めると毎週膨大な量の原稿を書き、格闘技の傍らそれらの締切に追われる日々を送っている。
連載中
- 全日本プロレス・プロレスリング・ノア公式モバイルサイト「プロレス/格闘技DX」『オマーン国際空港からの手紙』
  - 2018年2月より連載開始のウェブ日記。毎週火曜日更新。
- モバイルSPA!内 コラム『佐藤光留のデカ盛りチャンピオンカーニバル』
  - 2008年8月にスタート。総合格闘技からプロレスへと活動の場を広げた佐藤が、プロレスラーに相応しいデカい肉体を手に入れるべく大盛り料理に戦いを挑む新企画。テーマは 『EATorDIE!!!!!!』。
- モバイル映画情報サイト「映画秘宝クラブ」内 コラム『残糞感映画批評』
  - 格闘家の立場で映画を批評するという斬新な試みのコラム。不定期更新。
- パンクラス公式ファンクラブ「HYBRID CLUB」 『佐藤光留の世界居場所発見』

過去の連載
- 「週刊プロレス」誌上 『読者参加型サバイバルコラム』（2008年10月29日号 No.1443 - 2009年9月16日号 No.1489）
  - 3人のプロレスラーがコラムを執筆し、毎週行われる読者投票によって連載の継続を競うコラム。
- 月刊DMM DVD レビュー執筆（廃刊に伴い連載終了）。
- モバイルSPA!内 コラム『佐藤光留の君の瞳に変してる』
  - 新日本プロレスのエースである棚橋弘至も愛読していることに佐藤自身も驚愕したというコラム。師匠である鈴木とともに出席した2006年プロレス大賞授賞式の会場で棚橋のほうから挨拶に来られて恐縮した話も載っている。鈴木は棚橋から佐藤のコラムを楽しみにしているという話を聞かされ、「あんなものを金を出して読んでいるとはバカではないか」と大笑いしたという。
- モバイルゴング内 コラム「光留の女子プロ☆パラダイス」
  - 佐藤が毎回、人気女子プロレスラーをゲストに迎えインタビューする。ゴングの休刊に伴うサイト閉鎖により終了となった。
- 王道！SP-777内 コラム 『佐藤光留のパーラー妄想脳内一族』
  - パチンコ・パチスロ総合サイト「パチンコの神様」におけるパチンコに関するコラム。
- モバイルサイト「格闘王国」内 コラム『佐藤光留の陸の孤島通信』

## メディア出演
- テレビ東京「釣りロマンを求めて」（2008年3月1日放送 #972）
  - 鈴木のアシスタントとして一緒にゲスト出演[24]

## デビュー10周年記念興行
- 大会名 : BEST SNIPE〜変態狙撃祭〜
- 開催日時 : 2010年2月28日
- 開催場所 : 新宿FACE
- 観客 : 310人（佐藤）
- 放送局 : FIGHTING TV サムライ
- 主催 : 佐藤光留デビュー10周年記念興行事務局

対戦カード
第0試合 アマチュア変態グラップリングマッチ（5分1R）
○ 小野明洋（4分51秒 首決めアームロック）シバター ×
第1試合 超異次元対決!!ハイブリッド・レスリング vs. お笑いプロレス（20分1本勝負）
○ 砂辺光久（7分40秒 腕ひしぎ十字固め）菊タロー ×
第2試合 Uの遺伝子末裔タッグマッチ（30分1本勝負）
○ 矢野啓太、田村和宏（13分34秒 変形羽交い絞め）タイガー・シャーク、斉藤彰文 ×
第3試合 変態最高!!10周年最高!!絶好調エキシビション5分1R（パンクラス旗揚げルール）
○ 高瀬大樹（1R 4分47秒 腕ひしぎ十字固め）佐藤光留 ×
第4試合 抽選式コスプレ女子プロレス「変態所学園〜真冬の大運動会」（39分1本勝負）
○ アップルみゆき、華名（9分16秒 ダイビング・ボディ・プレス）紫雷イオ、紫雷美央 ×
セミファイナル キング・オブ・メイド服タイトル5WAYマッチ（45分1本勝負）
○ 橋誠（9分29秒 ゴリラーマン・スープレックス・ホールド with 男色）冨宅飛駈 ×
（橋誠 vs 冨宅飛駈 vs FUJITA vs 中澤“CEO”マイケル vs 男色ディーノ）
メインイベント 佐藤光留デビュー10周年記念試合（60分1本勝負）
○ MAZADA、NOSAWA論外（16分48秒 正田落とし）鈴木みのる、佐藤光留 ×
特別リングアナウンサー・桜塚やっくん
特別ボーナスマッチ
○ 鈴木みのる（3分05秒 ゴッチ式パイルドライバー）佐藤光留 ×